# Дзафферана-Этнеа
Дзафферана-Этнеа (итал. Zafferana Etnea) — коммуна в Италии, располагается в регионе Сицилия, подчиняется административному центру Катания.
Население составляет 8119 человек, плотность населения составляет 107 чел./км². Занимает площадь 76 км². Почтовый индекс — 95019. Телефонный код — 095.
Покровительницей коммуны почитается Пресвятая Богородица (Maria SS. della Provvidenza), празднование во второе воскресение августа.